# Calopteryx amata
Calopteryx amata là loài chuồn chuồn trong họ Calopterygidae. Loài này được Hagen mô tả khoa học đầu tiên năm 1889.

## Hình ảnh

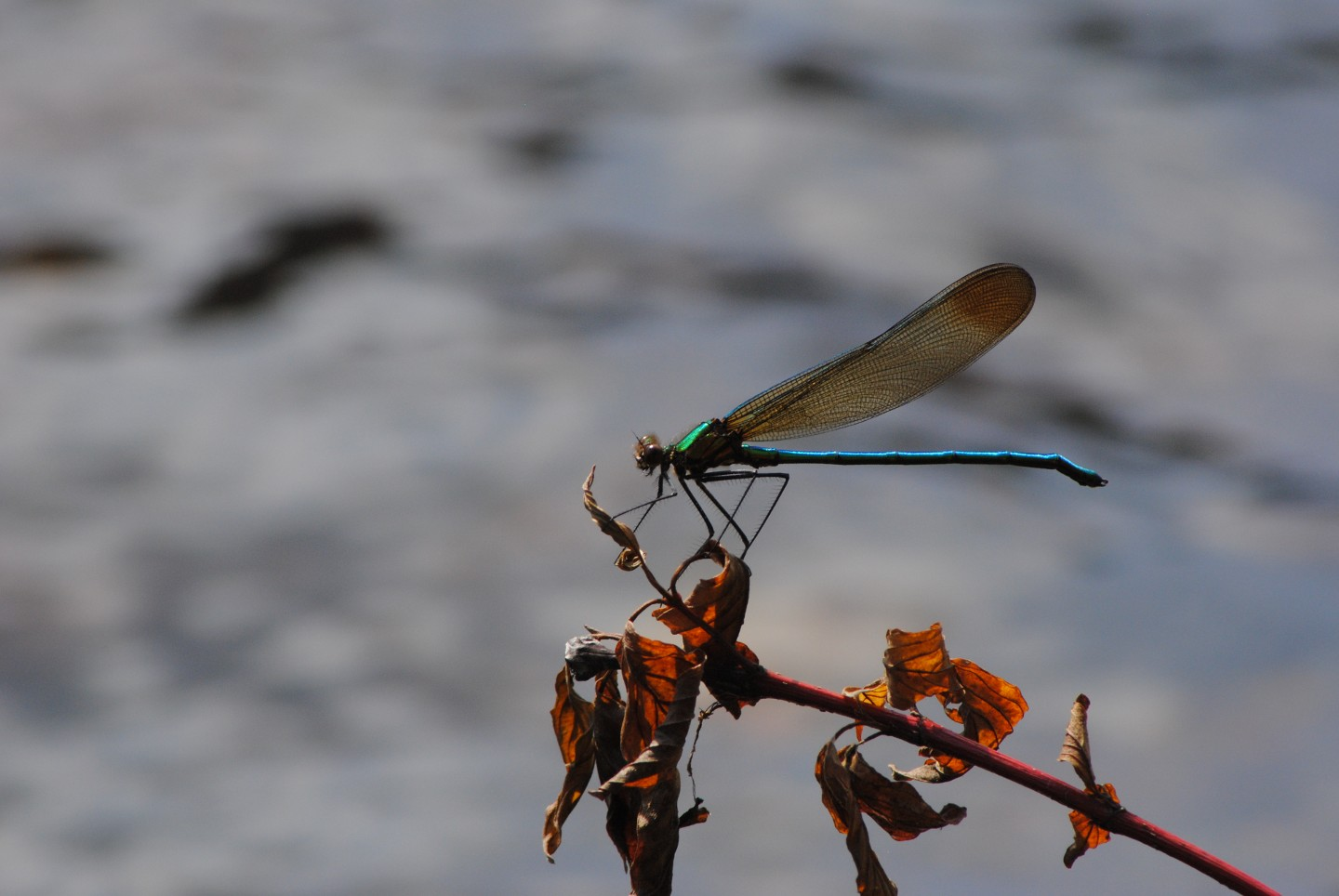